# Máy tính công nghiệp

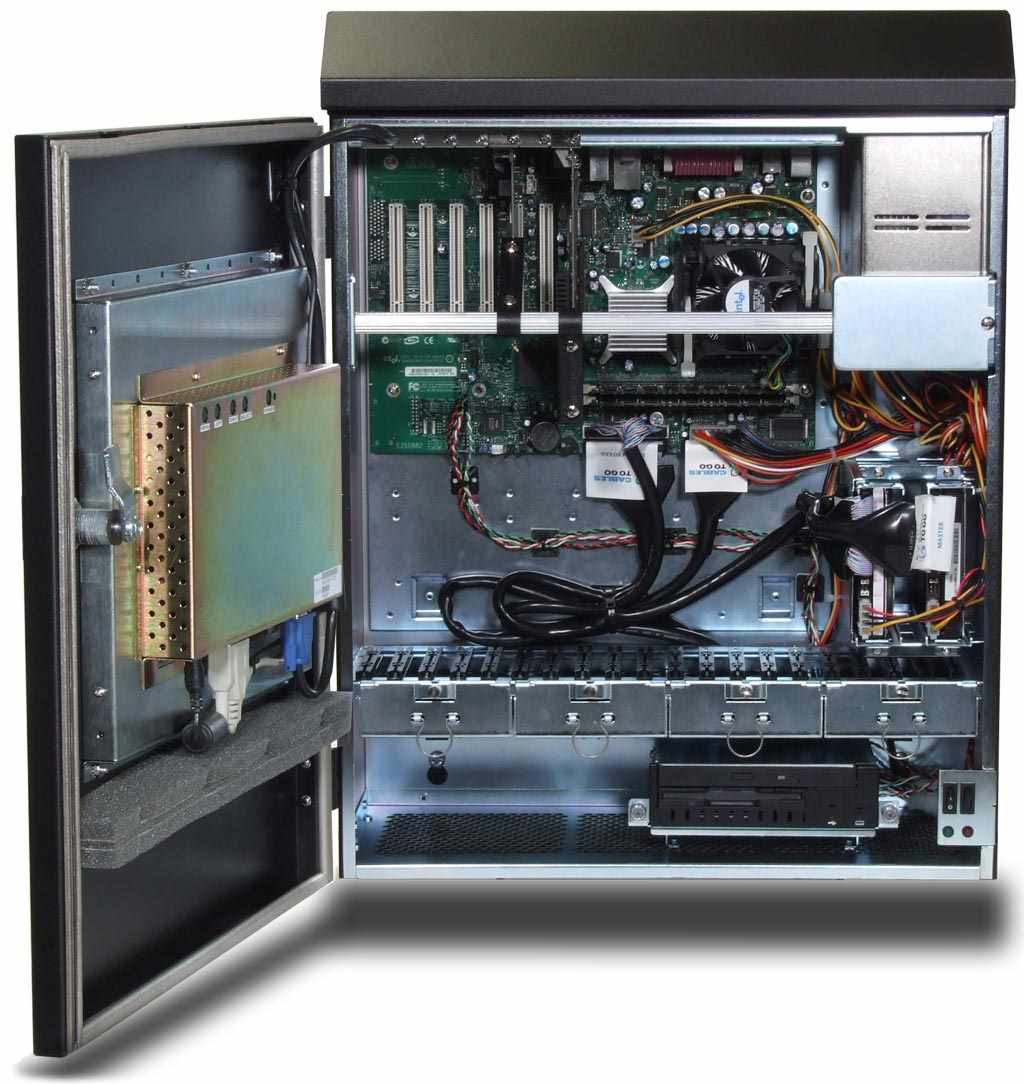
Máy tính công nghiệp gắn tường có bo mạch chủ ATX

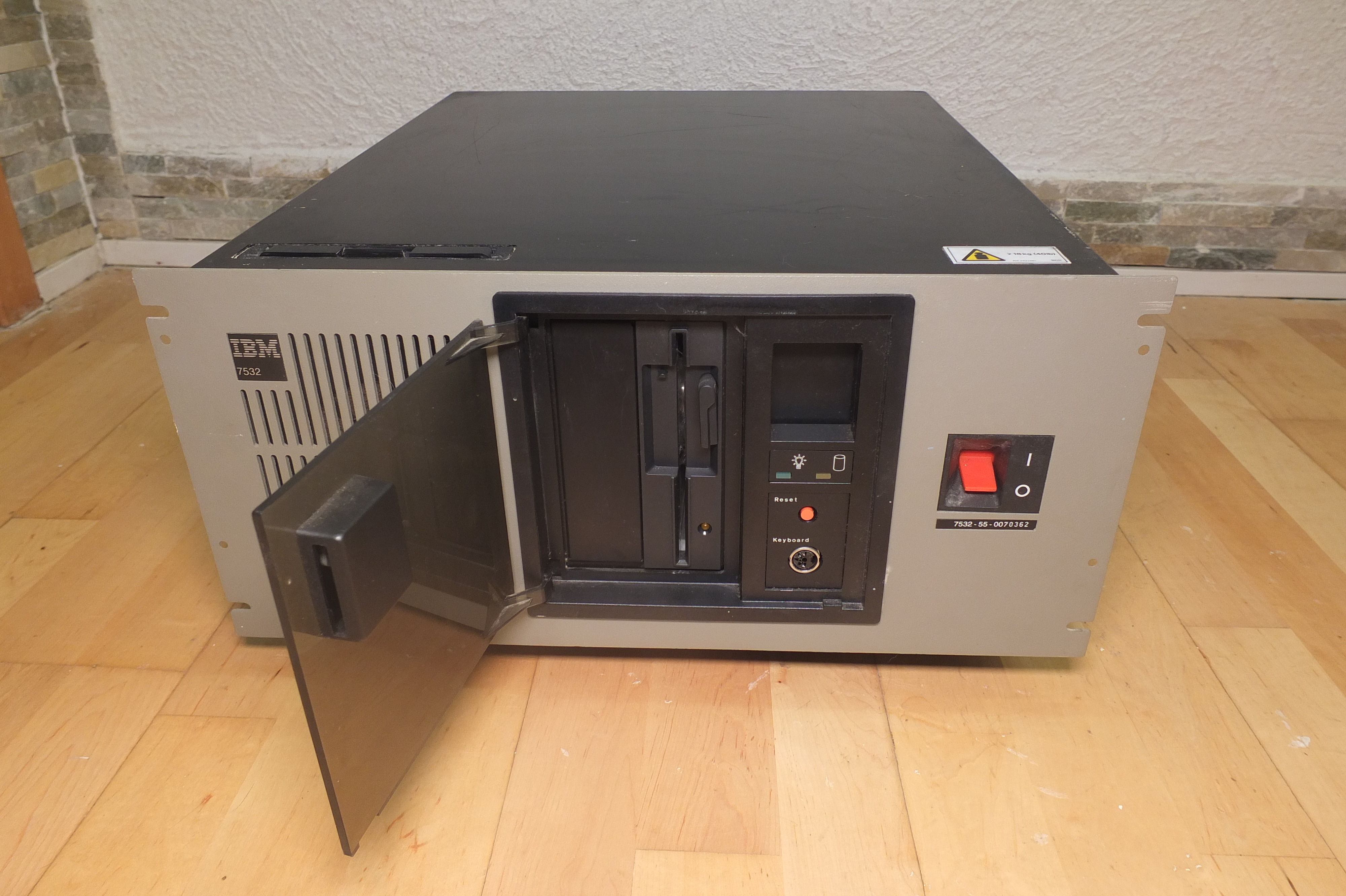
IBM 7532 Industrial Computer, một trong những máy tính công nghiệp đầu tiên được sản xuất, từ năm 1985

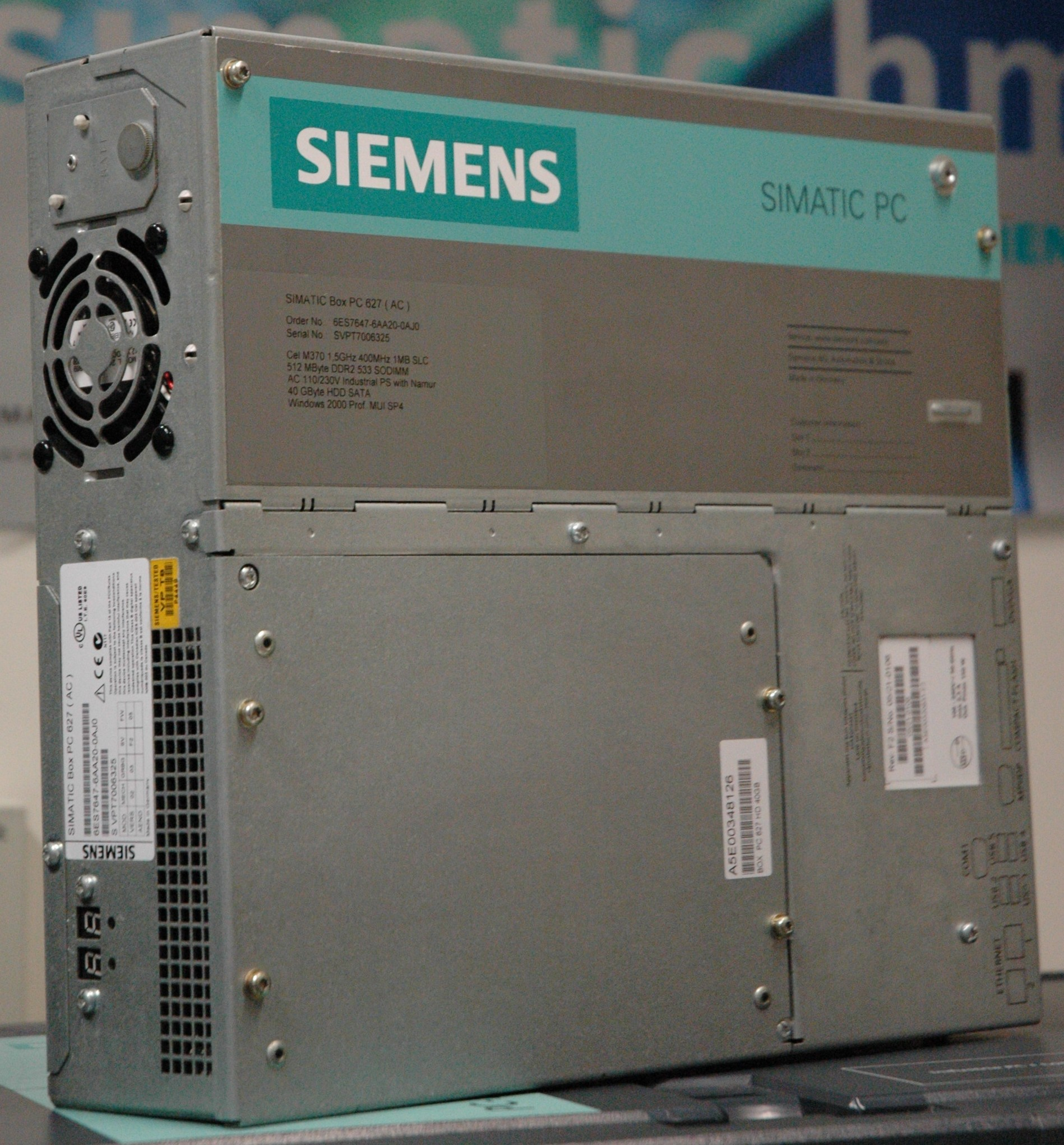
Siemens Simatic Box PC

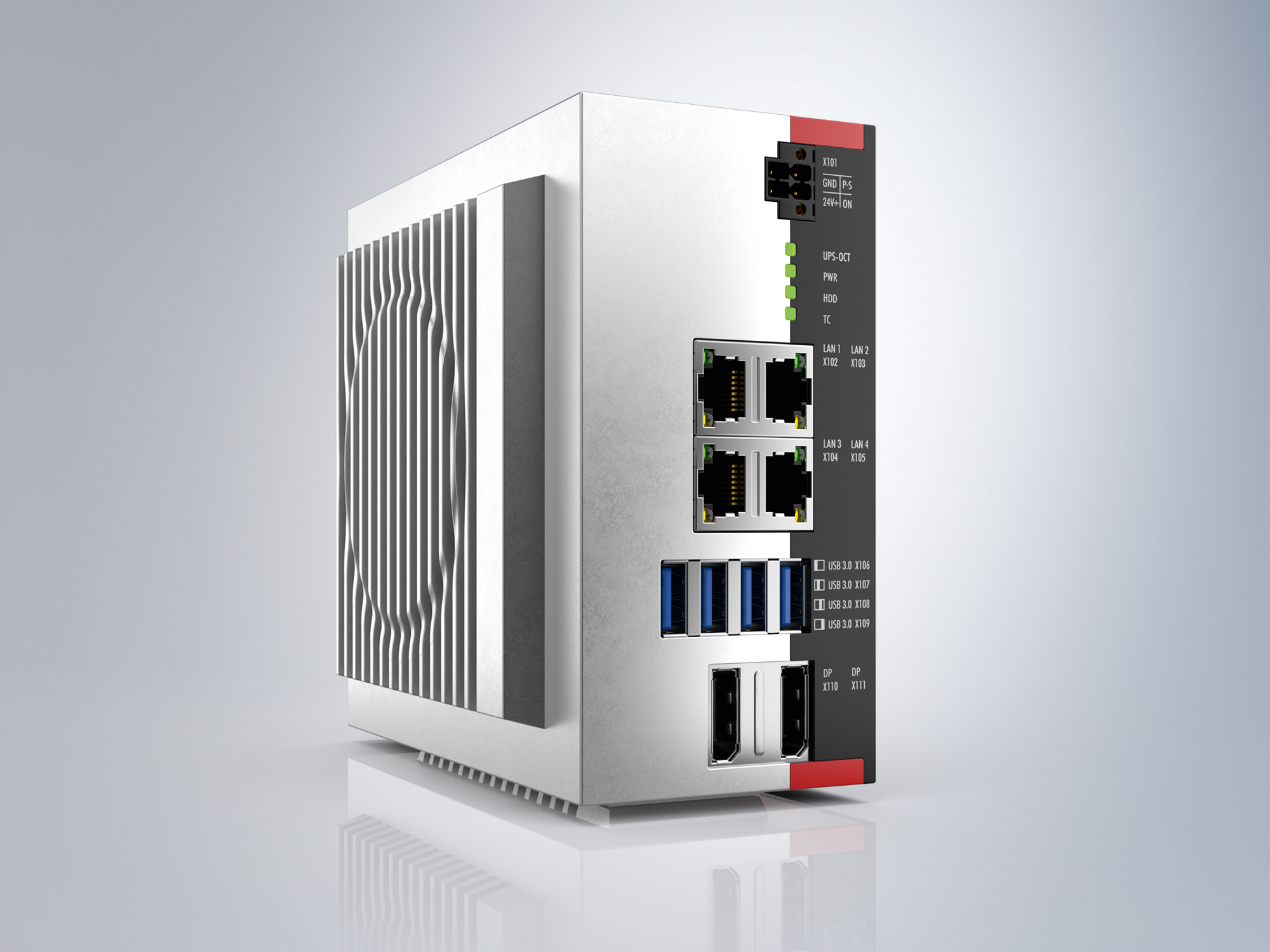
Beckhoff industrial PC

Máy tính công nghiệp là máy tính dùng cho mục đích công nghiệp (sản xuất hàng hóa và dịch vụ), có hình dạng nằm giữa nettop và server rack. Máy tính công nghiệp có tiêu chuẩn về độ tin cậy và chính xác cao hơn, và thường đắt hơn so với thiết bị điện tử tiêu dùng. Chúng thường sử dụng các tập lệnh phức tạp, chẳng hạn như x86, trong khi các tập lệnh đơn giản như ARM cũng sẽ được sử dụng.

## Lịch sử
IBM đã phát hành 5531 Industrial Computer năm 1984, có thể coi là "máy tính công nghiệp" đầu tiên. IBM 7531, phiên bản công nghiệp của IBM AT PC được phát hành vào ngày 21 tháng 5 năm 1985. Industrial Computer Source lần đầu tiên cung cấp 6531 Industrial Computer năm 1985. Đây là máy tính công nghiệp gắn trên giá 4U độc quyền dựa trên bản sao bo mạch chủ IBM PC.

## Ứng dụng
Máy tính công nghiệp chủ yếu được sử dụng để kiểm soát quy trình và/hoặc thu thập dữ liệu. Trong một số trường hợp, máy tính công nghiệp chỉ được sử dụng như một giao diện đầu cuối cho máy tính điều khiển khác trong môi trường xử lý phân tán. Phần mềm có thể được viết riêng cho một ứng dụng cụ thể hoặc có thể sử dụng một gói phần mềm có sẵn như TwinCAT, Wonder Ware, Labtech Notebook hoặc LabView để cung cấp mức lập trình cơ bản. Analog Devices đã có doanh số bán hàng độc quyền cho thị trường công nghiệp OEM Châu Âu và cung cấp MACSYM 120 kết hợp IBM 5531 và MACBASIC, một nền tảng đa nhiệm chạy trên C/CPM từ Digital Research. Các thẻ I/O tương tự và kỹ thuật số được cắm bên trong PC và/hoặc giá mở rộng đã biến MAC120 trở thành một trong những bộ điều khiển mạnh mẽ và dễ sử dụng nhất cho các ứng dụng nhà máy tại thời điểm này. Một ứng dụng có thể chỉ cần I/O như cổng nối tiếp do bo mạch chủ cung cấp. Trong các trường hợp khác, các thẻ mở rộng được cài đặt để cung cấp I/O tương tự và kỹ thuật số, giao diện máy cụ thể, cổng giao tiếp mở rộng, v.v., tùy theo yêu cầu của ứng dụng.
Máy tính công nghiệp có các tính năng khác với máy tính tiêu dùng về độ tin cậy, khả năng tương thích, tùy chọn mở rộng và nguồn cung dài hạn.
Máy tính công nghiệp thường được sản xuất với số lượng ít hơn so với máy tính gia đình hoặc văn phòng. Một loại máy tính công nghiệp phổ biến là máy tính dạng rackmount 19 inch. Máy tính công nghiệp thường có giá cao hơn đáng kể so với máy tính văn phòng có hiệu suất tương đương. Máy tính Single-board và back planes chủ yếu được sử dụng trong các hệ thống máy tính công nghiệp. Tuy nhiên, phần lớn máy tính công nghiệp được sản xuất bằng bo mạch chủ COTS. 
Một phân nhóm máy tính công nghiệp là Panel PC trong đó màn hình, thường là LCD, được tích hợp vào cùng một vỏ máy với bo mạch chủ và các thiết bị điện tử khác. Chúng thường là panel mounted và thường tích hợp màn hình cảm ứng để người dùng tương tác. Chúng được cung cấp ở các phiên bản giá rẻ không có lớp niêm phong môi trường, các mẫu máy nặng hơn được niêm phong theo tiêu chuẩn IP67 để chống thấm nước ở mặt trước và bao gồm các mẫu máy chống cháy nổ để lắp đặt trong môi trường nguy hiểm.

## Cấu trúc và tính năng
Hầu như tất cả các máy tính công nghiệp đều có chung một triết lý thiết kế cơ bản là cung cấp một môi trường được kiểm soát để các thiết bị điện tử được lắp đặt có thể tồn tại trong điều kiện khắc nghiệt của nhà máy. Bản thân các thành phần điện tử có thể được lựa chọn dựa trên khả năng chịu được nhiệt độ hoạt động cao hơn và thấp hơn so với các thành phần thương mại thông thường.
- Kết cấu kim loại nặng hơn so với máy tính văn phòng thông thường không chắc chắn
- Kiểu dáng vỏ máy có khả năng lắp vào môi trường xung quanh (giá đỡ 19", gắn tường, gắn bảng điều khiển, v.v.)
- Làm mát bổ sung với bộ lọc không khí[4][5]
- Phạm vi nhiệt độ hoạt động rộng hơn so với PC thông thường, với phạm vi nhiệt độ rộng nhất là -40 đến 75°C
- Các phương pháp làm mát thay thế như không khí cưỡng bức, chất lỏng và dẫn nhiệt
- Expansion card retention and support
- Enhanced EMI filtering and gasket
- Enhanced environmental protection such as dust proof, water spray or immersion proof, etc.
- Sealed MIL-SPEC or Circular-MIL connectors
- More robust controls and features
- Higher grade power supply
- Controlled access to the controls through the use of locking doors
- Controlled access to the I/O through the use of access covers
- Inclusion of a watchdog timer to reset the system automatically in case of software lock-up